# 三海街道
三海街道，是中华人民共和国广西壮族自治区钦州市灵山县下辖的一个乡镇级行政单位。原为县城灵城镇的一部分，2013年撤销灵城镇，设立灵城街道和“三海街道”。

## 行政区划
三海街道下辖以下地区：
双鹤社区、三多社区、十里村、三海村、三勤村、新垌村、那银村、黄膳村、英爪村、新大村、大塘村、苏屋村、枚埠村、梓木村、旺圩村、流屋埠村、独岭村和石龙村。